# Pecotox Air
Pecotox Air was een Moldavische luchtvrachtmaatschappij met haar thuisbasis in Chisinau.

## Geschiedenis
Pecotox Air werd opgericht in 2000. In juni 2007 werd het vliegcertificaat ingetrokken vanwege onvoldoende veiligheidscontroles.

## Vloot
De vloot van Pecotox Air bestond in maart 2007 uit:
- 1 Antonov AN-72(A)
- 2 Antonov AN-72-100
- 1 Antonov AN-32A
- 1 Antonov AN-32B
- 1 Antonov AN-24RV